# Крістофер Оуенс
Крістофер Девід Оуенс (англ. Christopher David Owens; нар. 13 липня 1979) — американський музикант і автор-виконавець, найбільш відомий як лідер інді-рок гурту Girls.

## Біографія
Крістофер Оуенс народився у Маямі. Перші 17 років свого життя разом з батьками провів у секті "діти Бога", після чого втік з дому та оселився у Техасі. У 2001 році познайомився з бізнесменом Стенлі Маршем третім, який згодом профінансує дебютний альбом Girls, і став його асистентом. Проживши 9 років у Техасі, Оуенс переїхав до Сан-Франциско та приєднався до колективу Holy Shit, а згодом заснував власний гурт — Girls.
У складі Girls Крістофер записав два студійні альбоми і один міні-альбом. У липні 2012 року музикант заявив, що покидає гурт аби зосередитись на сольній кар'єрі.
25 жовтня 2012 року Оуенс анонсував свій дебютний сольний альбом, Lysandre, який побачив світ 14 січня 2013. Другий альбом Кріса, A New Testament, вийшов 30 вересня 2014 року. 27 травня 2015 року було видано третю платівку музиканта — Chrissybaby Forever.
У грудні 2016 року Крістофер заявив про створення нового гурту під назвою Curls разом з Коді Роудсом та Люком Баче.
Окрім музики, Крістофер Оуенс також займався модельним бізнесом, був обличчям таких модних брендів, як Yves Saint Laurent та H&M.

## Дискографія

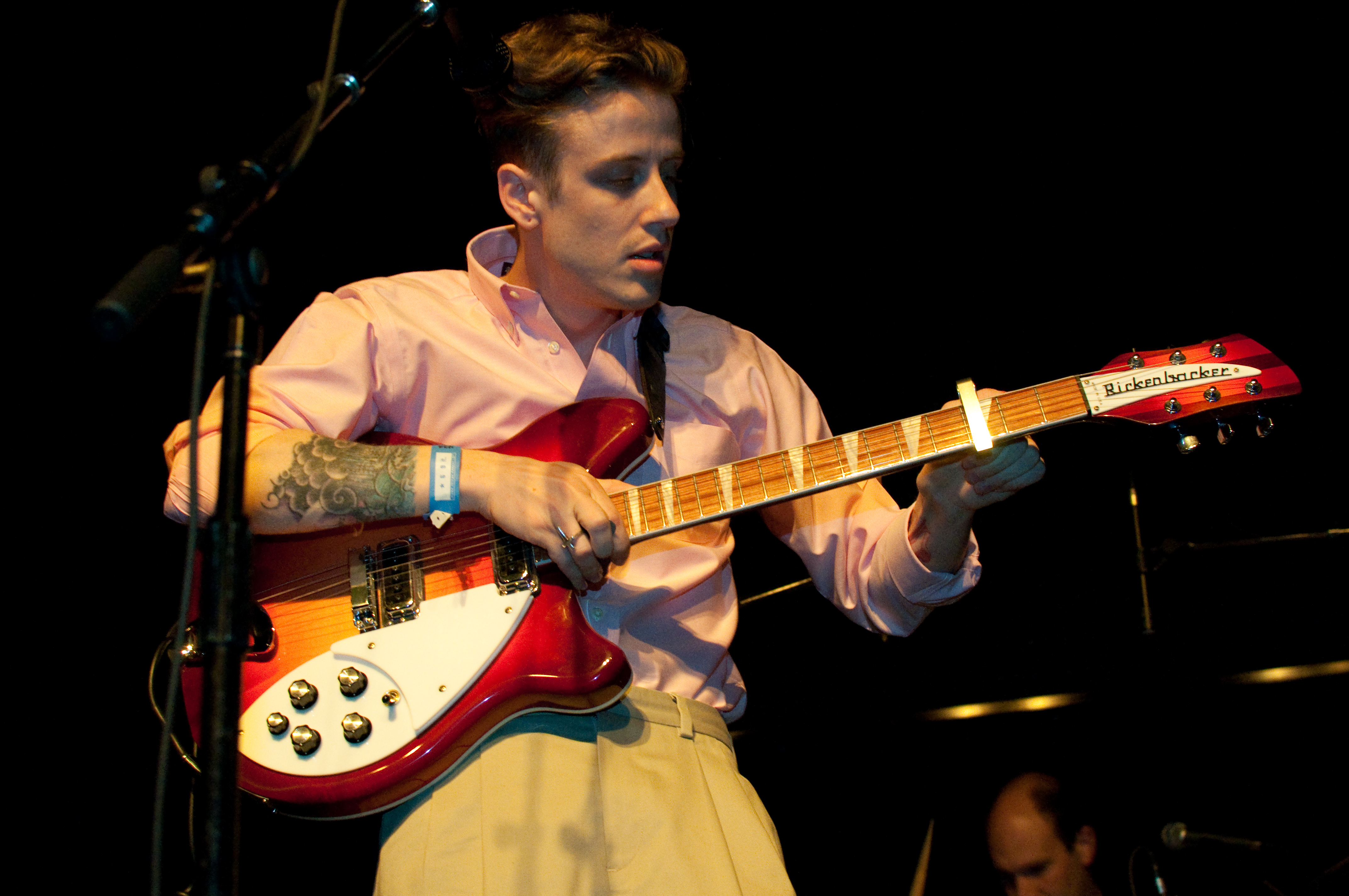
На концерті у Ванкувері, 2010

### У складі Girls
- Album (2009)
- Broken Dreams Club (2010)
- Father, Son, Holy Ghost (2011)

### Сольні альбоми
- Lysandre (2013)
- A New Testament (2014)
- Chrissybaby Forever (2015)
- I Wanna Run Barefoot Through Your Hair (2024)

### У складі Curls
- Vante (2017)